# Friedrich Wilhelm, Preussische Lebens- und Garantie-Versicherungs-Actien-Gesellschaft

Bekanntmachung der Gründung im Amtsblatt von 1866

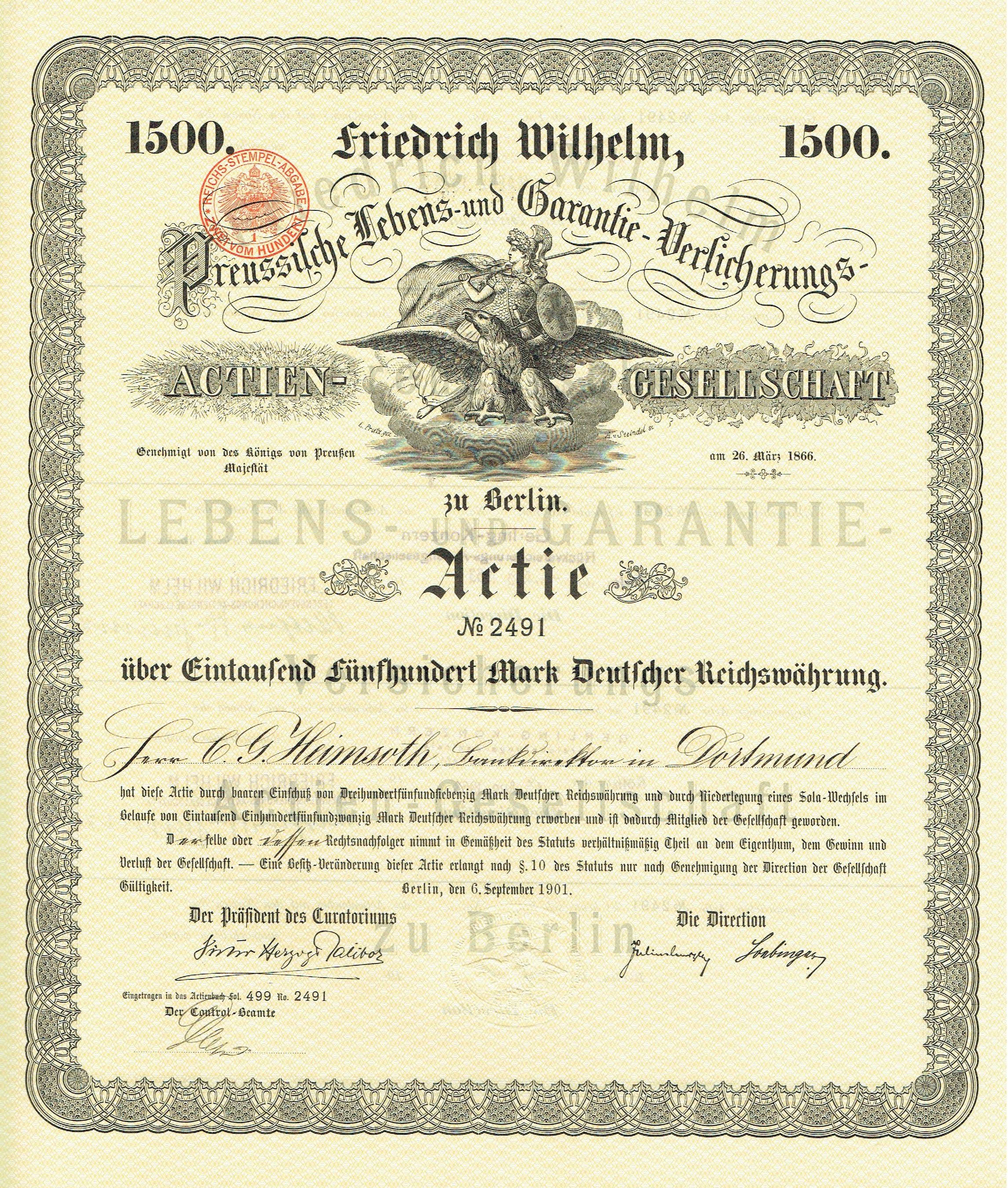
Aktie über 1500 Mark der Friedrich Wilhelm, Preussische Lebens- und Garantie-Versicherungs-AG vom 6. September 1901

Die Friedrich Wilhelm, Preussische Lebens- und Garantie-Versicherungs-Actien-Gesellschaft war ein Versicherungsunternehmen. Am 26. März 1866 wurde die Errichtung der Gesellschaft mit dem Unternehmenssitz in Berlin vom König von Preußen Wilhelm I. genehmigt, nachdem sie zuvor zum Ende des Jahres 1865 gegründet wurde.

## Unternehmensgeschichte

### Gründung und Unternehmenssitze
Sitz der Gesellschaft zur Zeit der Gründung war im Haus des Bankiers Hermann Henckel, Wilhelmstraße 62, der auch Mitglied des Gründungskuratoriums war. Zum ersten Direktor wurde Dr. phil. Ernst Langheinrich (1826–1898) gewählt, der dieses Amt bis zu seinem Tod bekleidete. Von 1869 bis 1874 befand sich das Büro im Haus Wilhelmplatz 5. 1873 erwarb Langheinrich die Häuser Mauerstraße 63–65 und Friedrichstraße 203, die von der Gesellschaft genutzt wurden. Die Abteilung für die Arbeiterversicherung hatte ab 1887 ihren Sitz in der Behrenstraße 54. 1898 wurde der Hauptsitz in die Behrenstraße 60–61 verlegt und später noch um die Häuser Behrenstraße 58 und 59 erweitert.

### Öffnung für Landarbeiter
Schon im Jahre 1868 gab es Zulassungen der Gesellschaft in allen deutschen Ländern. Die Versicherungsbedingungen wurden derart gestaltet, dass alle Schichten der Bevölkerung zu der Versicherung einen Zugang haben sollten. Zu diesem Zweck konnte man auf geringe Versicherungssummen Tarifverträge abschließen, die besonders für die Landarbeiter geeignet waren. Damit sollte auch der Abwanderung von Arbeitskräften aus der Landwirtschaft ins Ausland entgegengewirkt werden. Deshalb unterstützten und propagierten Vereine der Landwirtschaft und ihre Fachpresse diese Lebensversicherung. In einer Geschäftsanzeige wurde bekannt gegeben, dass am Ende des Jahres 1871 „18.000 Personen mit 10 Millionen Thaler Capital und 14.000 Thaler jährliche Rente“ in der Preussischen Lebens- und Garantie-Versicherungs-Actien-Gesellschaft zu Berlin vertreten waren.

### Erste Gesellschaft mit Wochenprämien
Als erste deutsche Lebensversicherung führte die Gesellschaft im Jahre 1882 die Zahlung von Wochenprämien ein. Im gleichen Jahr kam es zum Zusammenschluss mit der Wiener Lebensversicherungsbank Patria, die einen großen Teil der Arbeiterversicherungen führte. Zusammen mit den Wochenprämien kam es zur Einführung des Systems der Quittungsmarken, wodurch die Prämienzahlungen für Arbeiter noch attraktiver wurden. Erst im Jahre 1899 führte die Gesellschaft Tarife mit monatlichen Prämienzahlungen ein.

### Erste Lebensversicherungen ohne ärztliche Untersuchung
Im Jahre 1900 führte die Gesellschaft als erste deutsche Lebensversicherung einen Vertragsabschluss ohne ärztliche Untersuchung ein, was damals eine erhebliche Verbesserung für Lebensversicherungen bedeutete. Damit hatte die Gesellschaft eine bedeutende Stellung gegen die zahlreichen Sterbe- und Pensionskassen errungen. Im Jahre 1913 kam es zum Zusammenschluss mit der Lebensversicherungsanstalt und der Sterbekasse vom Deutschen Kriegerbund.

### Erster Weltkrieg und Aufgabe der Gesellschaft

Verschiedene Personen der „besseren Gesellschaft“ bei Kaiserwetter auf dem Weg zum Haus Friedrich-Wilhelm in Hannover;
Ansichtskarte Nummer K 43 von Friedr. Astholz jun.

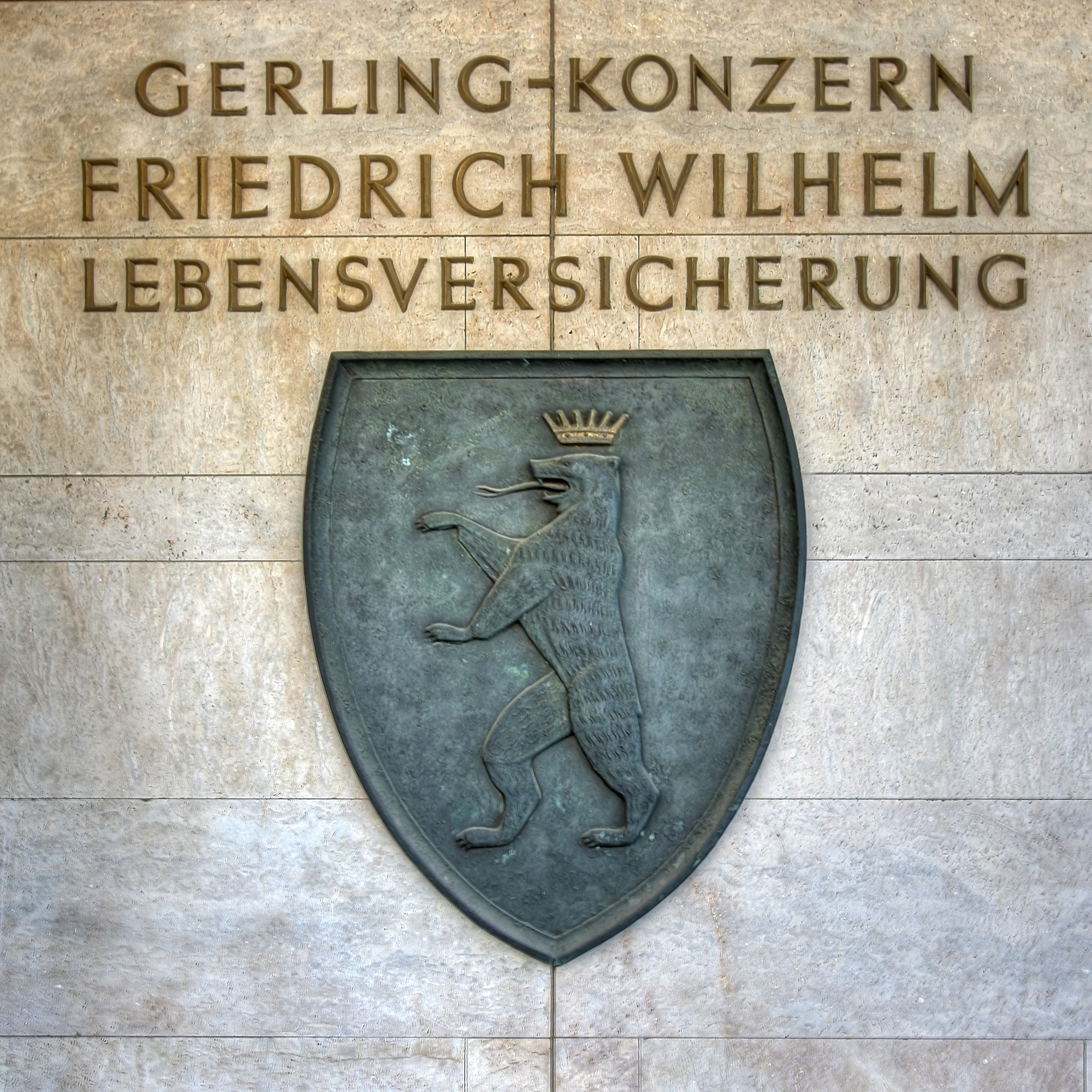
Wappen der Friedrich Wilhelm Lebensversicherung an einem Gebäude des Gerling-Konzerns in Köln

Im Geschäftsbericht von 1913 gab die Gesellschaft die Anzahl von 3 308 727 Versicherten an. Der Versicherungsbestand umfasste eine Summe von mehr als eine Milliarde Mark und die Einnahme aller Prämien in dem Berichtsjahr betrug etwa 52 Millionen Mark. 1913 erfolgte die Umfirmierung in Friedrich Wilhelm Lebensversicherung Aktiengesellschaft. Eine Interessengemeinschaft mit der Union Allgemeine Versicherungs Aktiengesellschaft wurde im Jahre 1915 beschlossen. Im Jahre 1922 wird die Gesellschaft vom Gerling-Konzern übernommen.
Bis 1945 gab es Verschlussmarken aus Papier, die den Namen der Gesellschaft trugen und zum Versiegeln von Briefen dienten. Deshalb wurden diese Marken auch Siegelmarken genannt. Auf der Marke wurde auch die Berliner Adresse Behrenstr. 58–81 der Gesellschaft angegeben.